# 詹姆斯·韦尔
詹姆斯·邁克爾·韦尔（英語：James Michael Weir，1995年8月4日—）是一名英格蘭足球運動員，司職中場，現時效力匈牙利球會MTK布達佩斯。

## 球員生涯

### 曼聯
韦尔生於普雷斯頓，年少時曾加入家鄉球會普雷斯顿青训踢球，在2008年轉投曼聯青訓。在曼聯期間，他代表英格蘭U16和英格蘭U18，亦曾在曼聯U21當過球隊隊長。
韦尔在曼聯U19的歐洲青年聯賽首秀是对阵勒沃库森，并在第69分鐘被换下，而球隊最終以4-3取勝。然而2013年11月27日對勒沃库森次回合他領兩黃一紅而離場，球隊亦以3-1輸球。
2015/16球季，韦尔與球會一隊進行訓練。2016年1月12日對纽卡斯尔联的比賽，他被教練路易斯·范加尔入選為替補名單，最終在2月28日以3-2擊敗阿森納的比賽首次職業上場，在補時階段換入。整個球季他共入選替補名單7次，但最終只有一次上場.。季後他獲發一份新合約，但韦尔並沒有簽下。

### 赫爾城
2016年8月31日，他與英超球會赫尔城簽下一份三年合約，並在2016年9月21日英格蘭聯賽盃第三輪對斯托克城首次上場並以2-1取勝。然而他在新球會同樣得不到更多機會，只在餘下球季時間多兩次上場記錄。

#### 威根競技
2017年1月31日，韦尔被外借到威根竞技至季末。三天後對谢周三的比賽他以替補身份上場，下一場比賽對诺维奇城他以先發身份上場，踢了半場後被換下，而球隊最終2-2各取1分。此後他再沒有取得太多上場機會，最終整個外借期只上場4次。

#### 回到赫爾城
2017年8月5日新球季揭幕日，他首次代表赫爾城在聯賽上場參加作客阿士東維拉的比賽，最終以1-1完場。之後替球隊踢多三場比賽後，在參加球隊預備隊的賽事中受傷，使他整個賽季報銷。
2018/19球季，韦尔繼續從傷患中康復過來，最終整個球季沒有任何上場記錄，季後亦因約滿而被球會放棄。

### 博爾頓
2019年8月3日，他與降級到英格蘭足球甲級聯賽的球會博尔顿簽下一年合約，並在同日參加以2-0輸給韦康比流浪者的賽事。
此後他獲得一些上場機會，出任中場位置。2019年10月29日英格蘭足球聯賽錦標賽對曼城U21的賽事中，他被換下並被主教練凯斯·希尔批評差劣的表現。韦尔最後一次代表球隊上場是2020年1月對伯顿阿尔比恩，球隊以4-3落敗。在2020年1月31日，雙方同意解除合約。

### 波赫隆尼
2020年3月7日，自由身的韦尔離開英格蘭，與斯洛伐克足球超级联赛球會波赫隆尼簽約加盟。由於2019冠状病毒病疫情關係使聯賽停擺，他的處子戰被迫延期。最終在2020年5月30日首次代表新球會上場，在空無一人的球場參加友誼賽以迎接聯賽在6月13日恢復。
6月13日對特倫欽的比賽，他先發上場，最終球隊以4-0落敗，而他本人亦在54分鐘被換下.。6月21日作客斯利德，他打進在球隊首顆進球，使球隊取得領先，但最終被斯利德追平以2-2完場。下週對茲拉特莫拉夫采的比賽，韦尔開出的自由球交出一助攻，使球隊以1-0取勝。韦尔在斯洛伐克首個球季共上場5次及打進1球。
2020年6月25日，他與球會續約一年。2020/21球季，他在各項賽事共上場34及打進7球。

### MTK布達佩斯
2021年5月，韦尔轉投匈牙利頂級聯賽球會MTK布達佩斯。

## 外部連結
- Profile （页面存档备份，存于） at ManUtd.com
- Soccerway資料庫：詹姆斯·韦尔
- 足球数据库：詹姆斯·韦尔的球员统计数据